# Hydrocureur

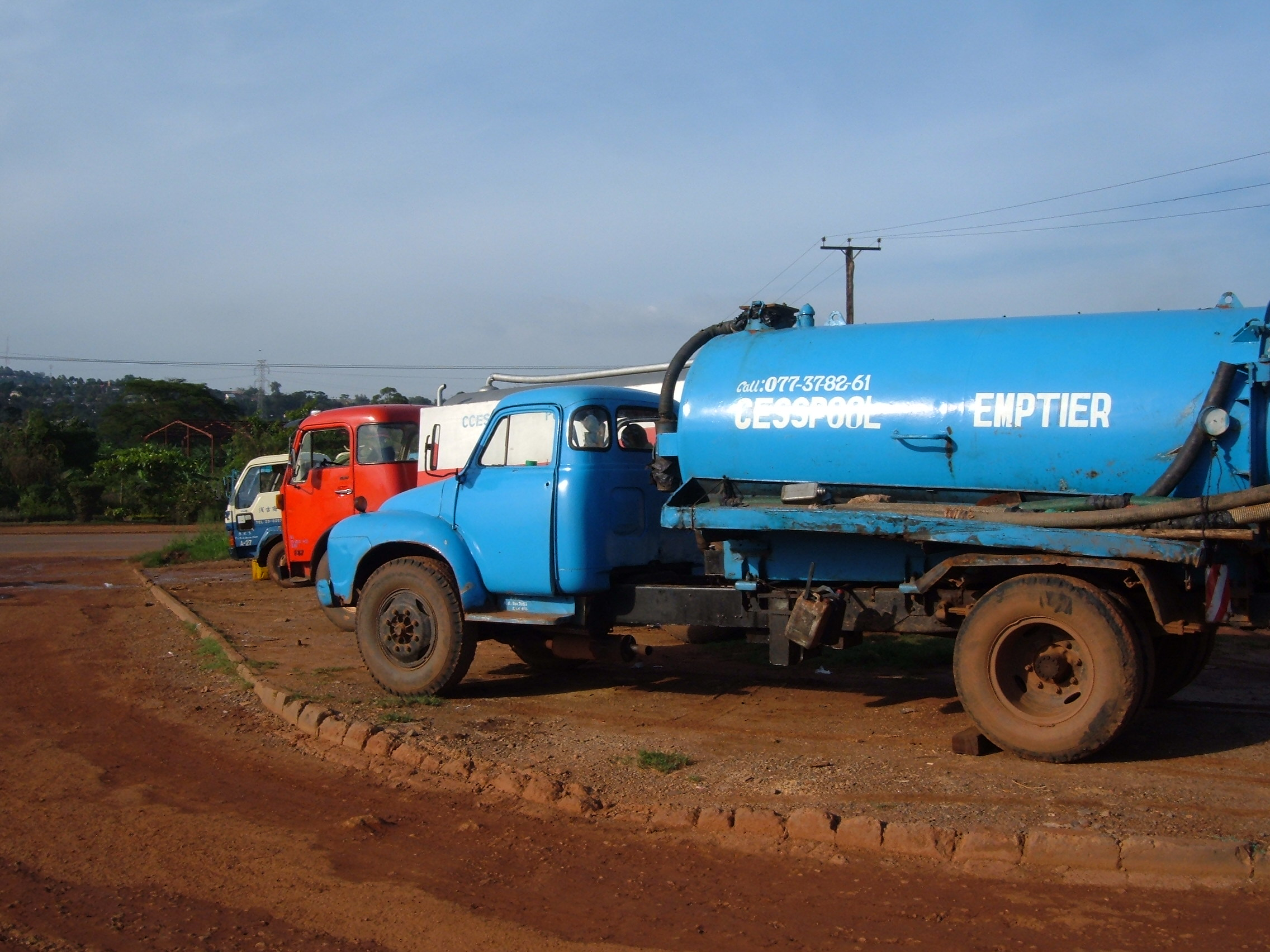
Hydrocureur de grande capacité.

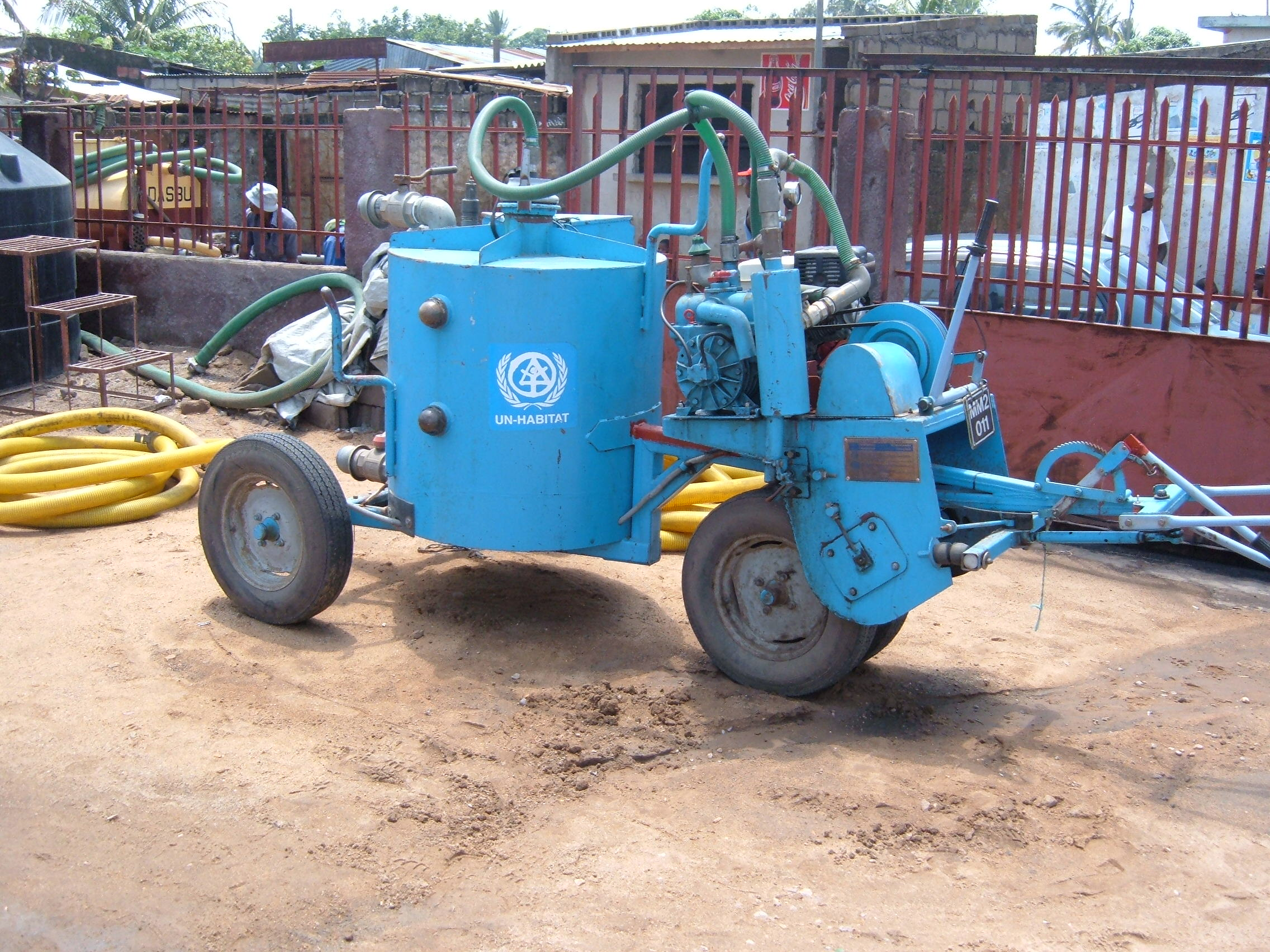
Le Vacutug, hydrocureur de petite capacité conçu pour les pays en développement et les bidonvilles denses.

Un hydrocureur (ou une hydrocureuse) est un engin utilisé dans le domaine de l'assainissement et de la voirie. Il est composé en général d'un châssis porteur sur lequel se trouvent une citerne à eau et une pompe haute pression. Il est utilisé pour le curage des réseaux ainsi que pour le débouchage. Certains modèles d'hydrocureuse servent à aspirer le contenu des réservoirs du système sanitaire des avions.

## Variantes
L'hydrocureur peut être décliné en deux variantes :
- mixte ou « combiné » : on ajoute une pompe à vide et un compartiment à boue dans la citerne afin de pouvoir aspirer les résidus issus du curage (boues) ;
- aspiratrice : uniquement une pompe à vide et une citerne à boue, pas de haute pression. Il est également utilisé pour les vidanges de fosses septiques.

Ces installations peuvent être montées sur des châssis de PTAC variant de 3,5 tonnes jusque des semi-remorques.